# دانشگاه آزاد اسلامی واحد کرج
دانشگاه آزاد اسلامی واحد کرج دانشگاهی غیردولتی در کرج، استان البرز است. این واحد دانشگاه آزاد اسلامی در شمال شرقی گوهردشت واقع و دسترسی از طریق بلوار مؤذن امکان‌پذیر است.
حدود ۵۱هزار دانشجو در دانشگاه آزاد اسلامی واحد کرج مشغول به تحصیل می‌باشند که به‌طور میانگین روزانه ۵۰۰۰ دانشجو در مجتمع اصلی دانشگاه حضور دارند. ۴۸۵ عضو هیئت علمی تمام وقت، ۶۰۰ مدرس و ۴۶۳ کارمند در بخش‌های مختلف دانشگاه به کار اشتغال دارند و بیش از ۱۵۰۰۰۰ دانشجو از این واحد دانش‌آموخته شده‌اند.
این دانشگاه همتراز با واحدهای علوم و تحقیقات تهران و اصفهان در جایگاه ممتاز در بین واحدهای دانشگاه‌های آزاد اسلامی سراسر کشور قرار دارد.
حضور استادان برتر کشور، ایجاد مراکز پژوهشی و آزمایشگاه‌های تخصصی؛ این دانشگاه را جزو واحدهای برتر دانشگاه‌های آزاد اسلامی کشور قرار داده است. واحد کرج دارای رتبه جامع الف و دارای فضاهای مناسب آموزشی و پژوهشی، توانسته در نظام رتبه‌بندی سایمگو در بین دانشگاه‌های کشور رتبه ۴۳ و در بین واحدهای دانشگاه آزاد اسلامی رتبه سوم را کسب کند.

## پیشینه
دانشگاه آزاد اسلامی واحد کرج، در سال ۱۳۶۳ به همت محمد پیراینده و با تکیه بر شهریه‌های دانشجویان تأسیس و کار خود را با ۷ رشته تحصیلی و استفاده از ۲۵ مدرس حق‌التدریسی و بیش از ۵۰۰ دانشجو در باغی واقع در سه راه عظیمیه کرج آغاز نمود. اولین آزمون ورودی واحد کرج در ۷ رشته کارشناسی با بیش از ۴۰۰۰ داوطلب در ۱۱ حوزه امتحانی برگزار شد و در نهایت ۵۳۴ دانشجو در این واحد پذیرفته شدند.
این روند توسعه تا سال ۱۳۸۱ ادامه داشت. از سال ۸۱ تا ۹۰ عمده ساختمان‌های مورد نیاز این دانشگاه در مجتمع امیرالمؤمنین ساخته و تکمیل شد.
روند رشد، توسعه و پیشرفت واحد کرج در زمینه‌های مختلف از آغاز تأسیس تا امروز، این دانشگاه را با درجه جامع الف به بزرگ‌ترین واحد دانشگاهی در استان البرز و یکی از مطرح‌ترین و معتبرترین دانشگاه‌های کشور در عرصه‌های بین‌المللی تبدیل کرده است.

## دانشکده‌ها
واحد کرج دارای ۱۴ دانشکده موضوعی به شرح زیر است:
1. علوم پزشکی
2. دامپزشکی
3. کشاورزی، آب، غذا و فرا سودمندها
4. علوم و فناوری‌های همگرا و کوانتومی
5. مهندسی ساخت و فناوری‌های صنعتی
6. ساختمان و محیط زیست
7. هوش مصنوعی و فناوری‌های اجتماعی و پیشرفته
8. توسعه فناوری و کارآفرینی
9. بین‌الملل
10. تعلیم و تربیت
11. تمدن و مطالعات جهان
12. جامعه و رسانه
13. فرهنگ و زندگی
14. بازار و کسب و کار

## رشته‌ها، گرایش‌ها و مقاطع تحصیلی
دانشگاه آزاد اسلامی واحد کرج دارای ۶۳ رشته کارشناسی پیوسته، ۵۰ رشته کاردانی پیوسته و ناپیوسته، ۲۱ رشته کارشناسی ناپیوسته، ۱۱۴ رشته و گرایش کارشناسی ارشد و ۵۳ رشته دکتری عمومی و تخصصی می‌باشد.
رشته‌ها، گرایش‌ها و مقاطع تحصیلی دانشگاه آزاد اسلامی واحد کرج

## امکانات آموزشی

### کتابخانه‌ها
دانشگاه آزاد اسلامی واحد کرج دارای یک کتابخانه مرکزی بزرگ در مجتمع دانشگاه و ۱۱ کتابخانه در دانشکده‌ها و آموزشکده‌ها است و مجموع کتاب‌های آن افزون بر ۲۰۳۰۰۰ جلد کتاب فارسی و لاتین است. همچنین ۱۱۰۹ عنوان مجله فارسی و لاتین و ۵۴۶۷ کتاب الکترونیکی و ۲۰ کیوسک اطلاع‌رسانی در این کتابخانه‌ها موجود است که دانشجویان با ارائه یک قطعه عکس ۴*۳، کارت دانشجویی، برگه انتخاب واحد و مبلغی می‌توانند عضو کتابخانه شوند.

### سایت رایانه‌ای
با بهره‌گیری از ۱۴۵۰ دستگاه رایانه بیشتر امور اداری، پژوهشی، آموزشی و دانشجویی دانشگاه به صورت رایانه‌ای انجام می‌شود و همچنین با تجهیز و راه اندازی ۲۸ سایت اینترنت و رایانه در دانشگاه، ارائه خدمات اینترنتی در سایت‌های دانشکده‌های کشاورزی و منابع طبیعی، علوم سیاسی، الهیات، دامپزشکی، ادبیات، فنی و علوم دایر بوده و دسترسی به شبکه جهانی اینترنت امکان‌پذیر است.

### لابراتوارهای زبان انگلیسی و عربی
لابراتوار زبان انگلیسی و عربی واحد کرج در دانشکده‌های ادبیات و الهیات و ادبیات عرب با امکانات و تجهیزات آموزشی شامل چندین دستگاه ویدئو، تلویزیون، رایانه، صدها حلقه فیلم، به همراه چندین کابین و دستگاه کنترل مرکزی به دانشجویان رشته‌های زبان انگلیسی و ادبیات عرب در حال سرویس‌دهی می‌باشند.

## فعالیت‌های پژوهشی

### انجمن‌های علمی، فرهنگی، هنری
دانشجویان برتر علمی و علاقه‌مند به پژوهش یا هنرمند می‌توانند اساسنامه انجمن‌های علمی، فرهنگی، هنری که از سوی کمیسیون مرکزی انجمن‌های علمی سازمان مرکزی تدوین و ابلاغ شده است را از مسئول امور دانشجویی دانشکده دریافت نمایند.
در حال حاضر ۲۵ انجمن علمی، فرهنگی و ۵ تشکل سیاسی دانشجویی و استادان در واحد کرج در حال فعالیت می‌باشند. انجمنهای علمی بعضاً توسط خود دانشگاه از بدو امر و بعضاً توسط دانشجویان و پیگیری‌های آن‌ها تأسیس می‌شود.

### نشریات دانشجویی
دانشجویان علاقه‌مند به انتشار نشریات علمی، فرهنگی و اجتماعی می‌توانند با دریافت دستورالعمل اجرایی نشریات دانشگاهی از امور دانشجویی دانشکده و مطالعه آن (فرم شماره ۲) تقاضای انتشار نشریه را تکمیل و طی آن مدیر مسئول و صاحب امتیاز را معرفی نمایند. پس از بررسی‌های لازم درخواست نشریه در شورای فرهنگی دانشگاه طرح و در صورت تصویب، مجاز به انتشار آن به صورت هفته‌نامه، ماهنامه یا فصلنامه خواهند بود. در حال حاضر ۲۰ نشریه مصوب دانشجویی در واحد کرج منتشر می‌شود. که بیشتر این نشریه‌ها به صورت منظم چاپ می‌شوند و تعدادی هم بعد از چاپ یا توقیف شدند یا دیگر چاپ نشدند. به عنوان نمونه نشریه حقوقی «رهیار» که سر و صدای زیادی در دانشکده حقوق داشت و حواشی زیادی به دنبال داشت که فقط یک شماره از آن چاپ شد.

### باشگاه پژوهشگران جوان و نخبگان
دانشجویانی می‌توانند در باشگاه پژوهشگران جوان عضو شوند که دارای رتبه بالای کنکور یا میانگین نمره بالا یا مقاله معتبر باشند. این انجمن در حوزه معاونت پژوهشی فعالیت می‌کند و اعضای آن می‌توانند از تسهیلات کاهش شهریه، شرکت در سمینارهای علمی، کمک هزینه پایان‌نامه و انجام طرح‌های پژوهشی با کمک مالی دانشگاه استفاده نمایند.

### سمینارهای علمی
دانشجویان می‌توانند با هماهنگی انجمن‌های علمی دانشجویی موجود در دانشکده‌ها یا گروه‌های آموزشی یا ارتباط با باشگاه پژوهشگران جوان نسبت به برگزاری سخنرانی‌های علمی، سمینارهای منطقه‌ای و کشوری اقدام نمایند. همچنین دانشجویان می‌توانند در تعدادی از سخنرانی‌هایی که گروه‌های آموزشی برگزار می‌نمایند شرکت کنند. این سمینارها با هماهنگی حوزه معاونت پژوهشی دانشگاه انجام می‌پذیرد.

## تسهیلات رفاهی
حوزه معاونت دانشجویی واحد کرج یکی از فعال‌ترین واحدهای دانشگاهی در زمینه ایجاد تسهیلات رفاهی برای دانشجویان است. از جمله این تسهیلات می‌توان به ارائه غذاهای گرم و متنوع با قیمت مناسب به دانشجویان، ارائه خدمات بیمه حوادث دانشجویی با واریز مبلغی، بررسی درخواست‌های انتقال دانشجویان شامل: تقاضای میهمان شدن یا انتقال دایم به سایر واحدهای دانشگاهی، گسترش ورزش در سطح دانشجویان از راه شناسایی و جذب دانشجویان علاقه‌مند به فعالیت‌های ورزشی و ایجاد برنامه‌های گوناگون ورزشی اعم از اردوهای ورزشی ـ تفریحی و برگزاری مسابقات داخلی، منطقه‌ای و کشوری، آموزش امور اداری به دانشجویان داوطلب و استفاده از کارایی آنان تحت عنوان کار دانشجویی، نظارت بر اجرای مقررات عمومی و آموزشی دانشگاه به منظور حفظ امنیت و آرامش لازم با برقراری کمیته انضباطی و برخورد با دانشجویان خاطی، صدور کارت المثنی برای دانشجویانی که به دلایلی کارت آنان مخدوش یا مفقود شده باشد، اشاره کرد.

### وام دانشجویی
به منظور ایجاد تسهیلات برای دانشجویانی که توانایی مالی کمتری دارند حوزه معاونت دانشجویی به سه طریق وام دانشجویی به دانشجویان واجد شرایط پرداخت می‌نماید. وام کوتاه مدت که بازپرداخت آن در طول ترم است. وام میان مدت که بازپرداخت آن یک ساله است و وام بلندمدت که بازپرداخت آن تا پایان دوره تحصیلات است.
دانشجویان واجد شرایط می‌توانند با مراجعه به اداره خدمات دانشجویی دانشکده در موعد مقرر نسبت به تکمیل فرم‌های مربوط اقدام نمایند. همچنین وام ازدواج دانشجویی نیز به دانشجویانی که در حین تحصیل ازدواج می‌کنند با بازپرداخت یک ساله از طریق امور دانشجویی پرداخت می‌شود.

### اتوبوس‌های داخل مجتمع
با توجه به وسعت مجتمع دانشگاهی (۴۷ هکتار) جهت جابجایی دانشجویان اتوبوس‌های دانشگاه به صورت رایگان از ساعت ۷ صبح تا ۱۹ در داخل مجتمع در حال جابجایی دانشجویان بودند.
ایجاد باجه‌های تلفن در داخل مجتمع، هماهنگی با سازمان اتوبوس رانی و تاکسیرانی کرج جهت ایجاد خط مترو به دانشگاه از دیگر اقدامات دانشگاه جهت آمد و شد و ارتباط سریع تر و بهتر دانشجویان بود که البته از سال ۱۳۹۸ این خدمات از دسترس دانشجویان خارج شد و دیگر در اختیار دانشجویان قرار ندارد.

### فعالیت‌های فوق‌برنامه
از امور فوق‌برنامه واحد کرج می‌توان اعزام دانشجویان به اردوهای زیارتی، اعزام دانشجویان به حج عمره، برگزاری مراسم جشن ازدواج دانشجویی، برگزاری مسابقات قرآن و عترت، احکام، نهج‌البلاغه، کتابخوانی، برگزاری مراسم ملی و مذهبی و برپایی نمایشگاه‌های هنری و غیره اشاره نمود که نهاد نمایندگی رهبری، دفتر فرهنگ اسلامی، روابط عمومی و بسیج دانشجویی در برگزاری آن‌ها همکاری دارند.

### کانون‌های فرهنگی
- هلال احمر
- همیار فرهنگی ولایت
- کتاب و کتابخوانی
- فضای مجازی
- فیلم و عکس شهید آوینی
- مبارزه با دخانیات و مواد مخدر
- روان‌شناسی اسلامی
- همیاران سلامت روان
- شعر و ادب
- هنرهای تجسمی هنری نو
- گردشگری و ایران‌شناسی
- سلامت
- تئاتر ازل
- اندیشه‌های امامین انقلاب اسلامی
- معماری ایرانی اسلامی
- محیط زیست
- مهدویت
- آینده پژوهان بین‌الملل
- کنشگران روان پویا
- فن بیان و سخنوری
- کار آفرینی ما و شما
- حامیان آموزش
- آوای عدالت

## اماکن فرهنگی، ورزشی و رفاهی

### سالن‌های اجتماعات
در حال حاضر ۸ باب سالن اجتماعات و ۱ آمفی تئاتر در واحد قابل بهره‌برداری است که سالن اجتماعات بزرگ مجلل و مجهز مرکزی با گنجایش ۸۰۰ نفر با امکانات صوتی و تصویری بسیار پیشرفته آماده برگزاری همایش‌های و مراسم مختلف فرهنگی و پژوهشی است، همچنین سالن اجتماعات شهید باهنر با گنجایش ۱۵۰ نفر، سالن اجتماعات شهید فهمیده دانشکده کشاورزی و منابع طبیعی با گنجایش ۲۰۰ نفر، سالن اجتماعات دانشکده مهارت و کارآفرینی با گنجایش ۲۰۰ نفر، سالن شهید مطهری دانشکده دامپزشکی با گنجایش ۲۰۰ نفر از دیگر سالن‌های مجهز دانشگاه است.

### سالن‌های غذاخوری و بوفه‌ها
در حال حاضر ۱۱ سالن غذاخوری و ۷ بوفه در درون و بیرون این مجتمع دانشگاهی و کلینیک‌های این واحد مخصوص استادان و دانشجویان همه روزه غذای گرم را با کیفیت خوب و بسیار ارزان ارائه می‌دهند که دانشجویان می‌توانند با رزرو هفتگی از این امکانات استفاده نمایند.

### آلاچیق و پارک جنگلی
این دانشگاه دارای تعداد بسیاری آلاچیق و یک پارک جنگلی کوچک است که محل تجمع دانشجویان برای گپ و گفت و وقت گذرانی به ویژه در ماه‌های گرم سال است.

### امکانات ورزشی
- زمین فوتبال چمن دانشگاه
- ۹ مجموعه ورزشی سرپوشیده و مجموعه‌های ورزشی روباز

پارگینگ
دانشگاه آزاد واحد کرج شامل دو پارکینگ واقع در در غربی اول و دوم می‌باشد

## بیمارستان‌های دامپزشکی
- بیمارستان دام‌های بزرگ در نظر آباد
- بیمارستان دام‌های کوچک (حیوانات خانگی) در کرج (عظیمیه)

بیمارستان دام‌های بزرگ در نظرآباد (بیمارستان آموزشی و پژوهشی شماره ۱):
بخش بیماریهای داخلی دامهای بزرگ
بخش مامایی و بیماریهای تولید مثل
بخش جراحی و رادیولوژی
بخش بیماریهای طیور
بخش کالبد گشائی
مرکز رادیولوژی و سونوگرافی
بیمارستان تشخیصی تخصصی
گاوداری
مرغداری
اسبداری
کوره لاشه سوزی
بیمارستان عظیمیه یا بیمارستان حیوانات خانگی (بیمارستان آموزشی و پژوهشی شماره ۲):
بخش بیماریهای داخلی دامهای کوچک
بخش جراحی و رادیولوژی
بخش بیماریهای ماهیان آکواریومی
بخش بیماریهای پرندگان زینتی و شکاری
بخش بیماریهای حیوانات حیات و حش
بیمارستان تشخیصی تخصصی
مرکز رادیولوژی و سونوگرافی

## مدارس سما
با صدور مجوز تأسیس مدارس غیرانتفاعی وابسته به دانشگاه آزاد اسلامی از طرف وزارت آموزش و پرورش و ابلاغ این مجوز به واحدهای دانشگاه، واحد کرج شروع به تکمیل و دایر نمودن این مدارس نمود.
در حال حاضر مدارس سما وابسته به دانشگاه آزاد اسلامی واحد کرج در سه مقطع دبستان، دبیرستان متوسطه اول و دوم دخترانه و پسرانه و آموزشگاه زبان و فوق برنامه با بیش از ۵۰۰ دانش‌آموز در جوار دانشگاه و دیگر نقاط شهر در حال فعالیت است.